# Sembleçay
Sembleçay é uma comuna francesa na região administrativa do Centro, no departamento Indre. Estende-se por uma área de 7,85 km². Em 2010 a comuna tinha 102 habitantes (densidade: 13 hab./km²).